# Адріан Боне
Адріан Боне (ісп. Adrián Bone, нар. 8 вересня 1988, Есмеральдас) — еквадорський футболіст, воротар клубу «Депортіво Ель Насьйональ» та національної збірної Еквадору.

## Клубна кар'єра
У дорослому футболі дебютував 2006 року виступами за команду клубу «ЛДУ Куенка», у складі якої провів 6 матчів чемпіонату. Протягом 2007 року захищав кольори команди клубу «Аукас».
Своєю грою за останню команду привернув увагу представників тренерського штабу клубу ЕСПОЛІ, до складу якого приєднався 2008 року. Відіграв за команду з Кіто наступні два сезони своєї ігрової кар'єри.
2011 року уклав контракт з клубом «Депортіво Кіто», у складі якого провів наступні два роки своєї кар'єри гравця. Більшість часу, проведеного у складі «Депортіво Кіто», був основним голкіпером команди.
До складу «Депортіво Ель Насьйональ» приєднався 2013 року.

## Виступи за збірну
2011 року дебютував в офіційних матчах у складі національної збірної Еквадору. Наразі провів у формі головної команди країни 3 матчі.